# Ted Phillips
Edward John „Ted“ Phillips (* 21. August 1933 in Gromford; † 9. Januar 2018) war ein englischer Fußballspieler. Als langjähriger Stürmer von Ipswich Town gewann er 1962 mit dem Verein die englische Meisterschaft. Er war für seinen extrem harten Schuss bekannt und mit 181 Pflichtspieltoren erzielte er die drittmeisten Treffer in der Geschichte von „Town“.

## Sportlicher Werdegang
Phillips wurde in dem kleinen Ort Gromford, in der Nähe von Snape gelegen, geboren. Er spielte zunächst in seiner Heimat für den FC Leiston, war ebenfalls talentiert im Cricketsport und ging erst einmal zur Armee. Dort entdeckte ihn ein Talentscout, der ihn Ende 1953 an Ipswich Town vermittelte. Beim Vorspielen beeindruckte er mit seiner enormen Schusshärte und der damalige Stammtorhüter Jack Parry empfahl seinem Cheftrainer Scott Duncan nachhaltig Phillips Verpflichtung. Das ausgehandelte Wochensalär betrug acht Pfund, das sich leistungsbezogen auf zehn Pfund erhöhen konnte.
In seiner ersten Saison 1953/54 stieg er mit dem neuen Klub in die zweite Liga auf – eine Drittligameistermedaille blieb ihm jedoch verwehrt, da er lediglich drei Einsätze bestritten hatte. Bereits nach einem Jahr ging es für Ipswich wieder zurück in die Drittklassigkeit und unter dem neuen Trainer Alf Ramsey, der 1955 übernahm, schoss Phillips Tore am Fließband. Außergewöhnlich waren seine Leistungen in der Spielzeit 1956/57, als er mit insgesamt 46 Pflichtspieltoren einen Vereinsrekord aufstellte und damit maßgeblich zum Wiederaufstieg beitrug. Ein Jahr später stieß mit Ray Crawford aus Portsmouth ein neuer Stürmer zum Verein und das Zusammenspiel mit Phillips funktionierte von Beginn an optimal. Das Duo war bei Gegnern sehr gefürchtet und die beiden gingen als „Terrible Twins“ (Furchtbare Zwillinge) in die englische Fußballgeschichte ein. Crawford war nun zumeist der Top-Torjäger in der Mannschaft und Phillips fiel häufiger durch seine „Assists“ auf – etwas spöttisch führte Phillips die hohe Trefferanzahl seines Mitspielers auf „Abstauber“ zurück, von denen Crawford profitierte, weil die gegnerischen Torhüter Phillips harte Schüsse nicht festhalten konnten. Gemeinsam gewannen die beiden mit Ipswich in der Saison 1960/61 die Zweitligameisterschaft und den damit verbundenen Aufstieg in die höchste englische Spielklasse. In seinem Debüt-Erstligajahr erzielte Phillips eine Ausbeute von 28 Toren in 40 Spielen. Dabei war er auch als etatmäßiger Elfmeterschütze in Erscheinung getreten und acht seiner 25 erfolgreichen Strafstöße (von insgesamt 28 Versuchen) hatte er in der Saison 1961/62 verwandelt. In diesem Jahr gewann er mit Ipswich völlig überraschend die englische Meisterschaft.
In der Folgezeit ging er jedoch sportlich wieder bergab und im Jahr nach dem Weggang von Trainer Ramsey, der später die englische Nationalmannschaft zum WM-Titel 1966 führte, stieg Ipswich in der Saison 1963/64 aus der ersten Liga ab. Kurz vorher hatte Phillips den Verein im März 1964 in Richtung Leyton Orient verlassen. Etwas, was Phillips während seiner sportlichen Hochphase verwehrt blieb, war ein Einsatz in der englischen Auswahlmannschaft. Nur einmal hatte er ein Trainingslager von Ramsey besucht, sich dann aber am Knöchel verletzt und somit Platz für Jimmy Greaves gemacht. Im Jahr der Weltmeisterschaft im eigenen Land verkündete Phillips seinen Rücktritt als aktiver Spieler. Dabei war er neben „Orient“ noch für Luton Town und Colchester United aufgelaufen. Er trainierte danach in Malta den FC Floriana, konzentrierte sich letztlich aber auf einen Beruf außerhalb des Fußballgeschäfts, indem er künftig für Pirelli Cables arbeitete.

## Titel/Auszeichnungen
- Englische Meisterschaft (1): 1962
- Englischer Torschützenkönig (1): 1957 (3. Liga Süd)